# Allée des Filles-d'Honneur
L'allée des Filles-d'Honneur est une voie de circulation des jardins de Versailles, en France.

## Description
L'allée des Filles-d'Honneur débute au nord-ouest devant le grand Canal de Versailles et se termine environ 650 m au sud-est sur l'allée des Matelots.